# Weltjugendtagsglocke

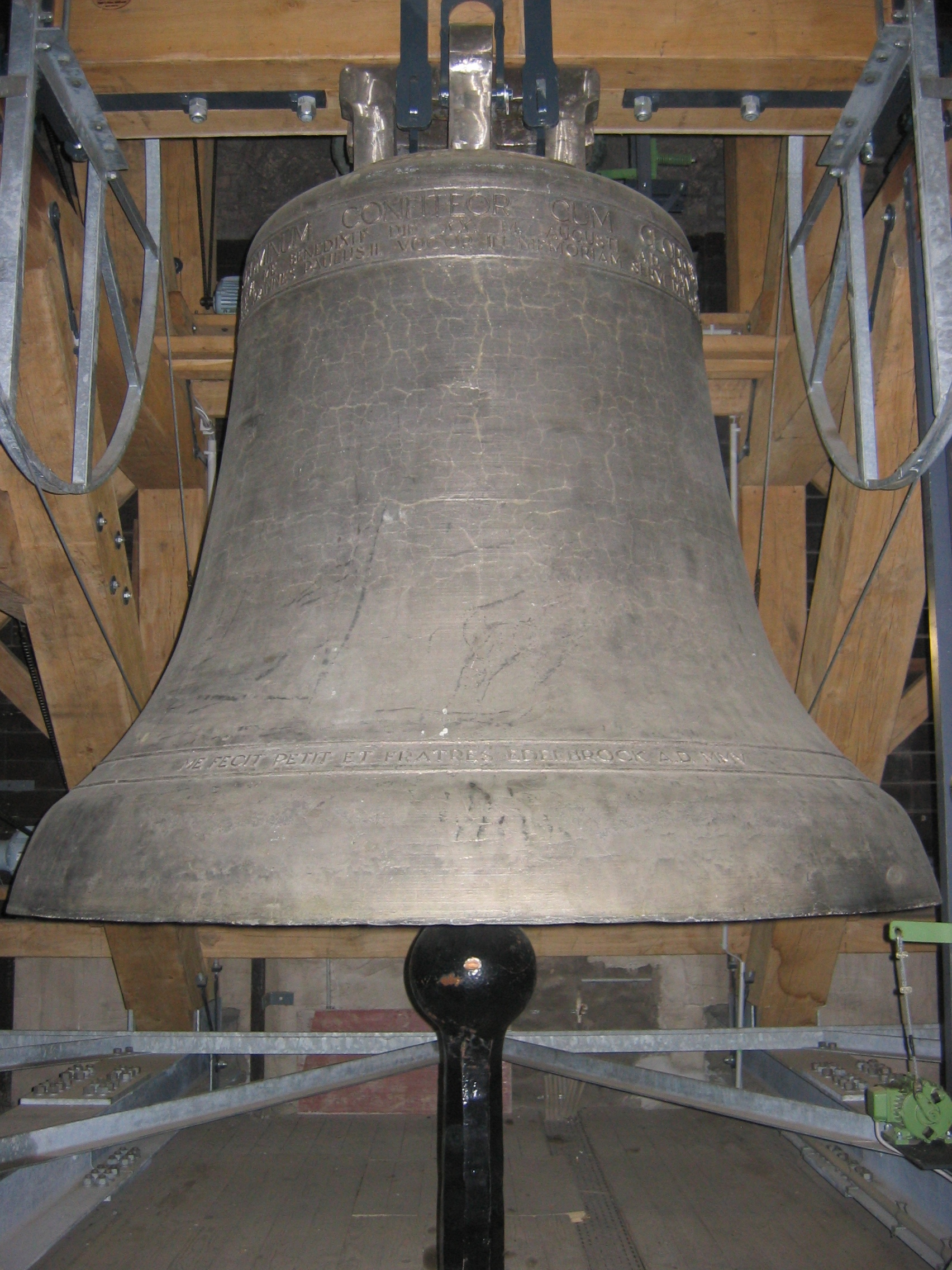
Weltjugendtagsglocke

Die Weltjugendtagsglocke (offiziell: Johannes-Paul-II.-Glocke) erklingt im Schlagton g0 −7 (Abweichung in 16teln eines Halbtons), ist rund 6.700 kg schwer, 2.200 mm hoch und hat einen Durchmesser von 2.180 mm. Die Abklingdauer beträgt etwa 240 Sekunden.
Um die Schulter verläuft folgende Inschrift:
TE DEUM LAUDO TE DOMINUM CONFITEOR CUM GLORIOSO APOSTOLORUM CHORO SUMMUS / PONTIFEX BENEDICTUS P.P. XVI. ME BENEDIXIT DIE XX. M. AUGUSTI A. D. MMV OCCASIONE DIERUM XX. MUNDALIS IUVENTAE CONGREGATIONIS COLONIAE / IOANNES PAULUS II. VOCOR IN MEMORIAM SERVI DEI QUI OBIT DIE II. M. APRILIS EIUSDEM ANNI
(Dich Gott lobe ich, dich Herr bekenne ich im glorreichen Chor der Apostel. Papst Benedikt XVI. hat mich geweiht am 20. August 2005 anlässlich der 20. Weltjugendtage zu Köln. Johannes Paul II. heiße ich. In Erinnerung an den Diener Gottes, der heimgegangen ist am 2. April desselben Jahres.)
Gegossen wurde die Glocke durch Hans-Göran Hüesker (Glockengießerei Petit & Gebr. Edelbrock in Gescher) am 1. Juli 2005 und nach dem 2005 verstorbenen Papst Johannes Paul II. benannt. Papst Benedikt XVI. weihte die Glocke zu Beginn der Vigilfeier beim Weltjugendtag am 20. August 2005 auf dem Marienfeld bei Köln. Seit dem 22. August 2005 befindet sie sich als größte Glocke an St. Aposteln zu Köln. 
Solistisch geläutet wird sie eine halbe Stunde vor dem Choralamt an Hochfesten sowie am Todestag Papst Johannes Pauls II.